# South Hutchinson
Pour les articles homonymes, voir Hutchinson.
South Hutchinson est une municipalité américaine située dans le comté de Reno au Kansas.
Lors du recensement de 2010, sa population est de 2 457 habitants. La municipalité s'étend alors sur une superficie de 2,89 milles carrés (7,49 km2), dont 0,02 mille carré (0,05 km2) d'étendues d'eau.
South Hutchinson est fondée en 1886 par l'Inter-State Investment Company de Ben Blanchard. Elle devient une municipalité l'année suivante. Son bureau de poste ouvre également en 1887 mais ferme une décennie plus tard en 1898 ; South Hutchinson est alors en partie détruite et abandonnée à la suite d'intempéries. Située dans la banlieue de Hutchinson, la ville connaît une importante croissance au milieu du XXe siècle.